# Даниленко Федір Федотович
Даниле́нко Фе́дір Федо́тович (* 8 липня 1875, с. Дубовий Гай, Прилуцький повіт, Полтавська губернія, Російська імперія — † після 1955, Караганда, СРСР) — український сходознавець-синолог, письменник, український громадський діяч на Далекому Сході.

## Біографія
Народився у с. Дубовий гай (нині Прилуцького району Чернігівської області України) у бідній селянській родині.
Закінчив 1-класне сільське народне училище.
Від 1897 до 1901 був на військовій службі у Хабаровську. У цей час здав екстерном іспити за гімназіяльний курс. Від 1902 — служив у Приморському обласному правлінні столоначальником.
Від 1907 року навчався на китайсько-манчжурському відділенні Східного (Орієнтального) інституту у Владивостоці, який скінчив 1911 року по 1-му розряду.
Разом з Костянтином Андрущенком, Борисом Воблим, Павлом Гладким, Трохимом фон Віккеном був ініціатором і організатором створення у жовтні 1907 року студентської Української Громади у Владивостоці. 1909 року Громада була заборонена за наказом міністра народної освіти.
По закінченні інституту працював в Амурській області (Російська імперія) на посаді селянського начальника, а згодом — голови з'їзду селянських начальників області.
Від 1918 року в еміграції у Харбіні (Китай), де працював перекладачем з англійської у Християнському союзі молодих людей, згодом — у паспортному відділі уряду генерала Д.Хорвата. До 1928 року викладав англійську мову в комерційному училищі.
Активний учасник українських організацій у Харбіні з 1920 року. У грудні 1933 обраний головою Ради щойно створеної Української Національної Громади, відмовився від цієї посади 27 лютого 1934, залишаючись членом Управи Громади. Один з провідних діячів Української Національної Колонії в Харбіні. 1939 року обраний членом Правління УНК, у квітні 1940 призначений начальником культурно-освітнього відділу УНК, член Ради Старшин УНК.
У 1942—1944 роках — працівник Японської військової місії з пропаганди серед українців. Користувався великим авторитетом та повагою серед українців Харбіну.
Організатор Гуртка українських орієнталістів (у 1930-х роках). Брав участь у підготовці «Українсько-китайського словника», що вийшов друком у Харбіні 1944 року.
Заарештований 3 жовтня 1945 року після окупації Маньчжурії Червоною Армією та вивезений до СРСР. 1946 року засуджений до 10 років позбавлення волі. Звільнений 1955 року, помер у Тихонівському будинку інвалідів в Караганді (Казахстан).

## Наукова і літературна діяльність
1925 року став одним з ініціаторів створення Інституту орієнтальних та комерційних наук у Харбіні, в якому від 1925 до 1940 року викладав курси «Історія матеріяльної та духової культури Сходу», «Історія китайської літератури та громадської думки», а згодом викладав в Інституті Св. Володимира.
Член харбінського Товариства російських орієнталістів (з 1919 р.), в якому виступав з лекціями, присвяченими китайській літературі та індійській філософії, поклавши початок індологічних студій в Харбіні. Друкувався в орієнталістичному часописі «Вестник Азии» (Харбін), відомий як автор праць, присвячених побуту, культурі Китаю («Описание путешествия в Китай», Владивосток, 1913, «К вопросу о развитии производительных сил Китая», Харбин), праці «Приамурский край» (Харбін, 1935). 

1940 року захистив дисертацію за темою «Походження китайської культури», доцент.
Відомий далекосхідній письменник, автор белетристичних творів російською мовою. Літературною діяльністю почав займатися ще по закінченні Східного інституту. У його творах змальоване життя Зеленого Клину початку ХХ ст., історія Манчжурії, Китаю, жорстокість революційної боротьби на Амурщині, ідеологічно не прикрашена. («Завещание лейтенанта», Шанхай, 1942, повість «Оторванный», «Записки крестьянского начальника», роман «Вилла „Вечное спокойствие“», «Роман студента Володи», повість «Потерянный брат», «Чудесная повесть», Шанхай, роман «В безумии ревности», роман «Партизаны в дебрях амурских лесов», щоденник «Что я видел в Харбине, с кем встречался, в чем принимал участие»).